# No cumpleaños

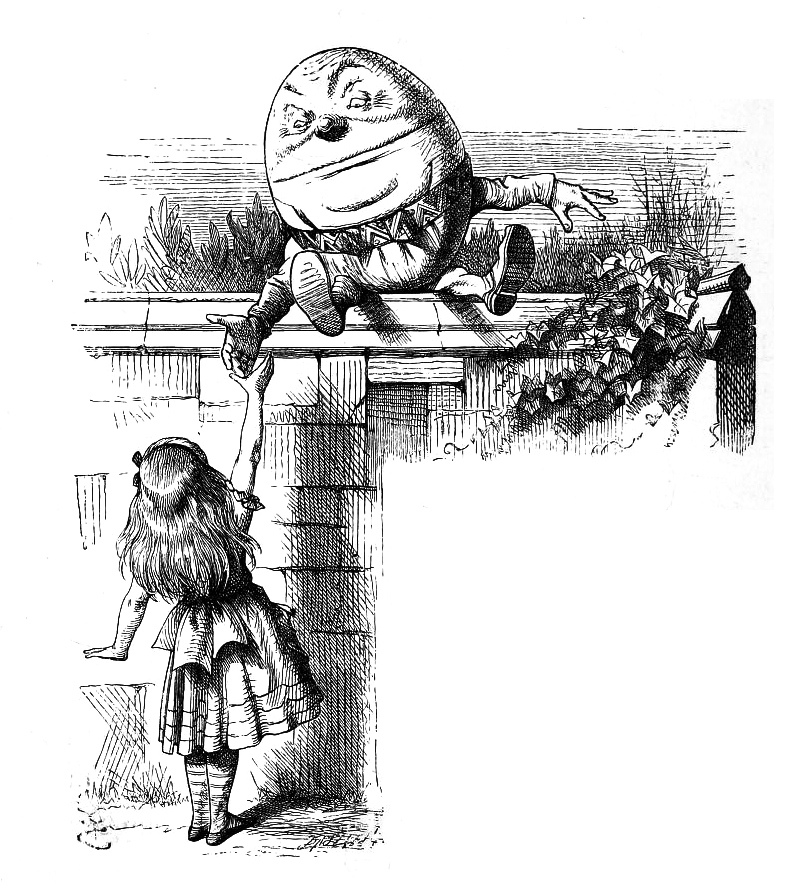
Humpty Dumpty vistiendo la corbata que recibió como regalo de no cumpleaños por parte del rey Blanco y su reina. Ilustración de John Tenniel de la primera edición del libro A través del espejo y lo que Alicia encontró allí.

Un no cumpleaños  es una fecha no coincidente con la del cumpleaños de una persona. El neologismo (unbirthday) fue acuñado por Lewis Carroll en la obra A través del espejo y lo que Alicia encontró allí, dando lugar a la canción "Feliz No Cumpleaños" de la película de 1951 Alicia en el país de las maravillas, producida por Disney.
En A través del espejo (ver grabado), Humpty Dumpty viste una corbata —que Alicia confunde con un cinturón— y dice que le fue obsequiada por el rey Blanco y su reina. Luego le pide a Alicia que calcule el número de no cumpleaños que hay en un año. 
En la película Alicia en el país de las maravillas de 1951, Alicia se encuentra con el Sombrerero Loco, la Liebre de Marzo y el Lirón, y celebran una fiesta de no cumpleaños. Alicia al principio no se da cuenta de qué es un no cumpleaños. Cuando el Sombrerero Loco se lo explica, ella se percata de que ese día también es su propio no cumpleaños y recibe un pastel a manos del Sombrerero. Esta escena combina la idea del no cumpleaños presentada en A través del espejo junto con la reunión de té descrita en Alicia en el país de las maravillas.

## No cumpleaños y lógica matemática

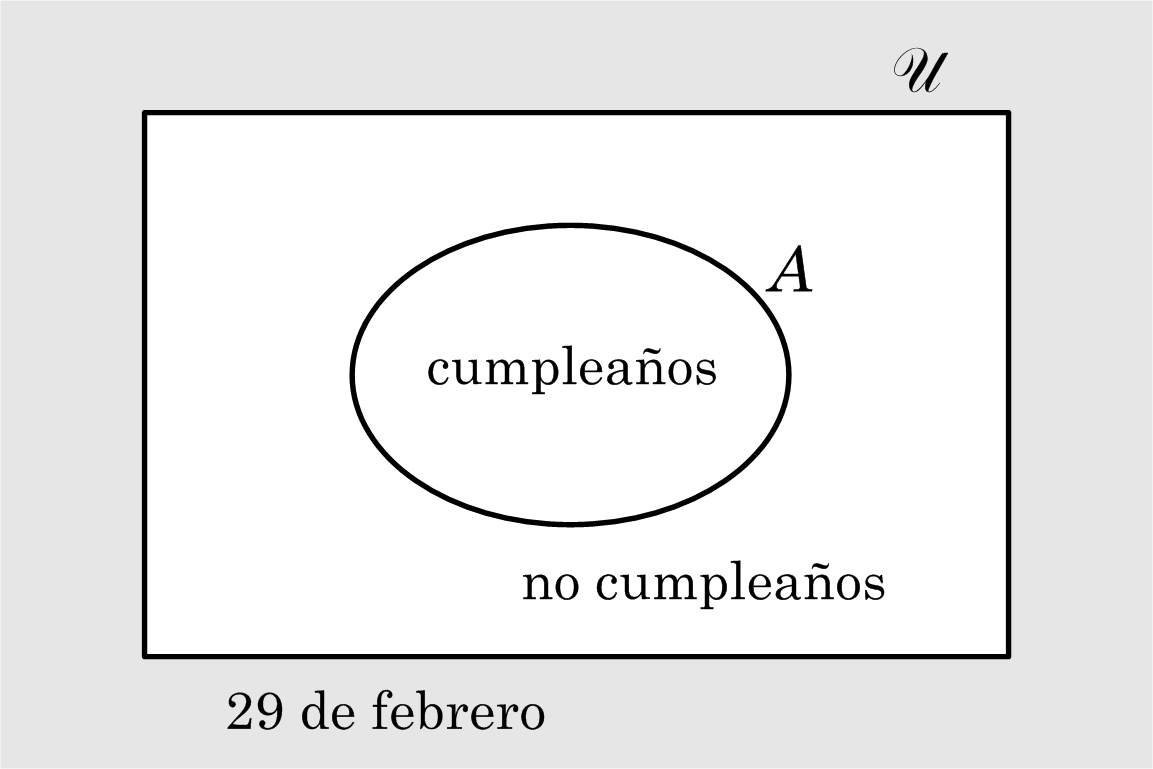
Diagrama de Luetich para el problema que Humpty Dumpty le planteó a Alicia

El problema planteado por Humpty Dumpty se puede resolver con un diagrama de Luetich (diagrama de Venn generalizado que representa todo lo que existe, el Todo). En este diagrama, la cuestión cumpleaños-no cumpleaños queda planteada como ser A-ser no A ("dilema de pertenecer").
De los 365 días, 364 son de no cumpleaños (~A) y 1 de cumpleaños (A). Es decir, si por cumpleaños se entiende una fecha, el cumpleaños es único. No ocurre lo mismo con los no cumpleaños, aunque eso no impide que alguien se pueda referir a una fiesta de no cumpleaños particular como "el no cumpleaños". En resumen:
- # A = 1
- # (~A) = 364
- # U = 365

La dificultad que suponen los años bisiestos se soslaya dejando al día 29 de febrero fuera del análisis, es decir oculto. De este modo, hay 365 días que se muestran y 1 que no ("cuestión de ser"). En estos diagramas el Todo no es un conjunto. De ahí que sus límites sean difusos y que para él no se defina un cardinal.